# Хельмут, Фил
Фил Хе́льмут (англ. Phillip Jerome Hellmuth, Jr., род. 16 июля 1964) — профессиональный американский игрок в покер, победитель главного турнира Мировой серии покера. Член Зала славы покера с 2007 года. Обладатель шестнадцати браслетов Мировой серии покера (рекорд). Известен агрессивным поведением за игровым столом.
Является автором нескольких книг по игре в покер и регулярно выступает в роли эксперта на канале Fox Sports. По состоянию на 2012 год сумма призовых Хельмута составляет более $ 17 300 000.
Хельмут три года отучился в Висконсинском университете в Мадисоне, после чего бросил учёбу ради игры в покер. Проживает в Пало-Алто, Калифорния. Жена Хельмута Кэтрин также играет в покер (в 2005 году она принимала участие в женском турнире в рамках Мировой серии покера).

## Карьера

### Мировая серия покера
В 1989 году 24-летний Хельмут стал самым молодым игроком, одержавшим победу на главном турнире Мировой серии покера. В финале он обыграл двукратного победителя Джонни Чена (9♠ 9♣ против Т♠ 7♠). Лишь в 2008 году 22-летний Питер Истгейт смог улучшить достижение Хельмута, став самым молодым чемпионом (действующий рекордсмен Джозеф Када победил в главном событии WSOP в 2009 году в возрасте 21 года).
В 2006 году Хельмут выиграл свой десятый браслет Мировой серии, а в 2007 — одиннадцатый, выйдя на первое место по общему их количеству. В отличие от ближайших преследователей Джонни Чена и Дойла Брансона, все свои браслеты Хельмут выиграл на турнирах по техасскому холдему. Но в 2012 году Фил выиграл свой 12 браслет в турнире по раззу со взносом $2.500. Кроме того, Хельмуту принадлежат рекорды по количеству попаданий в призы на турнирах Мировой серии (всего 106) и количеству попаданий за финальный стол (всего 51). Ранее рекордсменом был Ти-Джей Клутье. 5 октября 2012 года выиграл главный турнир серии WSOP Europe, завоевав, тем самым, свой рекордный, 13-й, браслет.

### Другие турниры
На турнирах серии Мирового тура (WPT) Хельмут не одерживал побед, но 11 раз оказывался «в призёрах» и трижды попадал за стол финалистов.
Он занял четвёртое место на третьем ежегодном Gold Rush Bonanza в 2002 году, третье место — в 2003 году в Foxwoods. В 2008 году на «L.A. Poker Classic» Хельмут закончил на 6 месте, заработав 229 480 $, и попав в финальную таблицу вместе с такими игроками, как Фил Айви и Нам Ле. Он также играл в двух пригласительных WPT-турнирах: «World Poker Tour by The Book» в 2004 году и «WPT Bad Boys of Poker II» в 2006 году, где оба раза стал третьим.
Хельмут стал чемпионом 3 сезона Late Night Poker. В 2005 году он выиграл первый национальный чемпионат по игре один на один, последовательно обыграв Мена Нгуена, Пола Филлипса, Хака Сида, Лайла Бермана, Антонио Эсфандиари и Криса Фергюсона. Пытаясь повторить успех в 2006 году, он проиграл в первом круге Чипу Ризу. В 2007 году Хельмут не участвовал в шоу, а вместо этого принял участие в британском турнире PartyPoker.com. Он выиграл четыре из шести групповых матчей своей команды, и его команда заняла третье место в финале.
Он регулярно появляется на шоу Poker After Dark — и как игрок, и как комментатор. Хельмут одержал первую победу на Poker After Dark в третьем сезоне, выиграв $100 000. Через две недели он снова стал победителем, снова выиграв $100,000. Кроме того, он участвовал в шоу GSN и High Stakes Poker.

## Браслеты
| Год  | Вид турнира                               | Приз ($)   |
| ---- | ----------------------------------------- | ---------- |
| 1989 | $10,000 No Limit                          | $755,000   |
| 1992 | $5,000 Limit                              | $168,000   |
| 1993 | $1,500 No Limit                           | $161,400   |
| 1993 | $2,500 No Limit                           | $173,000   |
| 1993 | $5,000 Limit                              | $138,000   |
| 1997 | $3,000 Pot Limit                          | $204,000   |
| 2001 | $2,000 No Limit                           | $316,550   |
| 2003 | $2,500 Limit                              | $171,400   |
| 2003 | $3,000 No Limit                           | $410,860   |
| 2006 | $1,000 No Limit Hold’em with rebuys       | $631,863   |
| 2007 | $1,500 No Limit Hold’em                   | $637,254   |
| 2012 | $2,500 Seven Card Razz                    | $182,793   |
| 2012 | €10,450 No-Limit Hold’em Main Event WSOPE | €1,022,376 |
| 2015 | $10 000 Razz Championship                 | $271,105   |
| 2018 | $5,000 No Limit Hold’em                   | $485,082   |
| 2021 | $1,500 No Limit 2-7 Lowball Draw          | $84,951    |

## Характер
Хельмут известен не только как отличный игрок в покер, но и как человек, плохо принимающий поражения и оставляющий неуважительные замечания о квалификации своих оппонентов, особенно если они одержали победу за счёт везения. На главном состязании Мировой серии 2005 года, когда Хельмут сбросил в пас своих короля и туза, угадав сильную руку противника (карманная пара тузов), он заявил, что может «уворачиваться от пуль» (англ. I can dodge bullets, baby!). Он также обвинил противника в неспособности даже произнести слово «покер», когда на префлопе тот поставил все деньги на короля и валета против короля и туза Хельмута. На ривере вышел ещё один валет, поэтому соперник Хельмута собрал комбинацию («трипс») из трёх карт и победил. Другие известные цитаты: «Если бы от удачи ничего не зависело, думаю, я бы выигрывал каждый [турнир]» и «я коренным образом изменил метод игры в техасский холдем».
Однажды Хельмут, достаточно разговорчивый во время матчей, так разъярил профессионального покериста Сэма Гриззла, что они подрались. По словам Хельмута, схватка окончилась ничьей и никто не пострадал. На шоу Poker After Dark игрок как-то попросил участников помолчать, пока он раздумывает над ходом. Сначала его партнёры так и сделали, но когда Хельмут сам заговорил, Хак Сид пошутил: «Пожалуйста, прекрати разговаривать, ты мешаешь разговаривать мне», вызвав смех в студии. Хельмут заявил, что больше не станет участвовать в этом шоу и удалился со съёмочной площадки. Когда продюсеры предъявили ему правила, учитывающие подобные ситуации, игрок вынужден был вернуться. Энни Дьюк, игравшая против Хельмута в тот день, впоследствии назвала это «самой неадекватной реакцией» из когда-либо виденных ею.
В 2007 году спонсор Хельмута UltimateBet, организовал для его приезда на турнир Мировой серии специальную спортивную машину в сопровождении ещё 11 моделей UltimateBet (по одному на каждый выигранный браслет). Однако игрок разбил машину на парковочной станции казино Rio All Suite Hotel and Casino, потеряв контроль над управлением и врезавшись в фонарный столб. После аварии Хельмут появился на лимузине, встретился с эскортом и прибыл на турнир с опозданием на два часа. Некоторые журналисты предположили, что авария была заранее запланирована спонсорами как рекламный акт, но этот факт отрицал сам Хельмут.
На пятый день Мировой серии 2008 года, Хельмут сбросил карты в пас в поединке с Кристианом Драгомиром. Отвечая на просьбы за столом показать его руку, Драгомир предъявил слабую комбинацию 10♦ 4♦. Хельмут осыпал его оскорблениями, несколько раз назвал «идиотом», и в конце концов получил предупреждение. Другие игроки, в том числе близкий друг Хельмута Майк Матусов, сидевший за тем же столом, советовали ему остановиться, тем не менее, он продолжал оскорблять Драгомира. Хельмут в итоге занял в турнире 45 место, а Драгомир — 29.

## Личная жизнь
Жена - Кэти Сэнборн, врач-психиатр. Пара воспитывает двоих детей.